# John Terwilliger
John Terwilliger, né le 14 décembre 1957 à Albuquerque, est un rameur d'aviron américain. 

## Carrière
John Terwilliger participe aux Jeux olympiques de 1984 à Los Angeles et remporte la médaille d'argent avec le huit américain composé de Chip Lubsen, Andrew Sudduth, Christopher Penny, Thomas Darling, Fred Borchelt, Charles Clapp III, Bruce Ibbetson et Robert Jaugstetter.